# 森菲爾德鎮區 (密西根州)
森菲爾德鎮區（英語：Sunfield Township）是位於美國密西根州伊頓縣的一個行政鎮區。

## 地方資料
森菲爾德鎮區的面積為94.20平方千米，當中陸地面積為93.40平方千米，而水域面積為0.80平方千米。根據2020年美國人口普查的數據，當地共有人口2050人，而人口密度為每平方千米21.76人。